# Tarzan i łowcy zwierząt
Tarzan i łowcy zwierząt (ang. Tarzan and the Huntress) – amerykański film przygodowy z 1947 roku. Film jest jedną z części cyklu filmów o Tarzanie z Johnny Weissmullerem w roli głównej, zainspirowanego przez cykl powieści Edgara Rice’a Burroughsa.

## Fabuła
Do dżungli wyrusza ekspedycja łowców, których celem jest wyłapanie zwierząt do ogrodów zoologicznych w Europie. Miejscowy król Farrod daje im zezwolenie na odłowienie określonej ilości. Jednak członkowie ekspedycji łamią umowę i zabierają więcej zwierząt niż było w umowie. W tej sytuacji Tarzan decyduje się interweniować.

## Obsada
- Johnny Weissmuller - Tarzan
- Brenda Joyce - Jane
- Johnny Sheffield - Boy
- Patricia Morison - Tanya Rawlins, treserka zwierzaąt
- Barton MacLane - Paul Weir, przywódca ekspedycji
- John Warburton - Carl Marley
- Charles Trowbridge - król Farrod
- Ted Hecht - książę Ozira
- Wallace Scott - 'Smitty' Smithers